# 大西洋刀蟶
大西洋刀蟶（学名：Ensis directus）为刀蟶科剑蛏属下的一个种。